# 阿洛·卡力亭·巴奇辣
阿洛·卡力亭·巴奇辣，台灣原住民族創作歌手及電視台主持人，阿美族，舊漢名林佩蓉，2004年回復傳統姓名。2013年以《太陽月亮》入圍第24屆金曲獎最佳原住民語歌手獎和最佳原住民語專輯獎。2015年主演電影《太陽的孩子》並入圍第52屆金馬獎最佳新演員獎。2016年以原住民族電視台《吹過島嶼的歌》節目獲得第51屆金鐘獎教育文化節目主持人獎，成為三金（金馬、金曲、金鐘）入圍者。2020年以《氣息》入圍第31屆金曲獎最佳原住民語歌手獎、最佳原住民語專輯獎和年度專輯獎。

## 音樂作品

### 專輯
- 2012年 《太陽月亮》
- 2019年 《Sasela'an 氣息》
- 2023年 《女人島》

### EP
- 2009年 《ina的笑》
- 2014年 《PANGCAH 棒炸》

## 演出作品

### 電影
- 2015年《太陽的孩子》飾演Panay

### 電視劇
- 2018年《20之後》飾演 蘇老師太太（師母）
- 2022年《茁劇場－誰說媽媽像月亮》飾演 麗珠

## 導演作品

### 電影
- 2019年《璐妮與庫佩》

## 主持節目

### 電視節目
- 2015年 原住民族電視台《吹過島嶼的歌》
- 2024年 原住民族電視台《你的島嶼我的家2-女人島》

### 頒獎典禮
- 2017年 《第19屆台北電影獎》頒獎典禮

## 獎項

### 音樂獎項
| 年份 | 屆次             | 專輯                   | 獎項               | 入圍                              | 結果 |
| ---- | ---------------- | ---------------------- | ------------------ | --------------------------------- | ---- |
| 2007 | 第18屆金曲獎     | 《美麗心民謠》（合輯） | 最佳原住民語專輯獎 | 《美麗心民謠》                    | 獲獎 |
| 2013 | 第24屆金曲獎     | 《太陽月亮》           | 最佳原住民語專輯獎 | 《太陽月亮》                      | 提名 |
| 2013 | 第24屆金曲獎     | 《太陽月亮》           | 最佳原住民語歌手獎 | 《太陽月亮》                      | 提名 |
| 2020 | 第31屆金曲獎     | 《氣息》               | 年度專輯獎         | 《氣息》                          | 提名 |
| 2020 | 第31屆金曲獎     | 《氣息》               | 最佳原住民語專輯獎 | 《氣息》                          | 提名 |
| 2020 | 第31屆金曲獎     | 《氣息》               | 最佳原住民語歌手獎 | 《氣息》                          | 提名 |
| 2023 | 第14屆金音創作獎 | 《女人島》             | 最佳民謠專輯獎     | 《女人島》                        | 提名 |
| 2023 | 第14屆金音創作獎 | 《女人島》             | 最佳民謠歌曲獎     | 〈O kanatal no fafahiyan 女人島〉 | 提名 |
| 2024 | 第35屆金曲獎     | 《女人島》             | 年度專輯獎         | 《女人島》                        | 提名 |
| 2024 | 第35屆金曲獎     | 《女人島》             | 最佳原住民語專輯獎 | 《女人島》                        | 提名 |

### 影視獎項
| 年份 | 屆次         | 作品             | 獎項                 | 角色  | 結果 |
| ---- | ------------ | ---------------- | -------------------- | ----- | ---- |
| 2015 | 第52屆金馬獎 | 《太陽的孩子》   | 最佳新演員           | Panay | 提名 |
| 2016 | 第51屆金鐘獎 | 《吹過島嶼的歌》 | 教育文化節目主持人獎 | 主持  | 獲獎 |

## 資料來源
1. ↑  
甫入圍金馬最佳新人 又奪金鐘教育文化節目主持人 阿洛：這榮耀是祢的！我只是祢的器皿 （页面存档备份，存于）,2016.10.12 基督教今日報
2. ↑  . 鏡週刊Mirror Media-娛樂頭條. 2022-01-18  [2022-04-07]. （原始内容存档于2022-06-30） （中文）.